# Blokecore
 (janvier 2025).
Le blokecore est une tendance de mode, dont le nom provient de sa popularisation par le TikTokeur Brandon Huntley, d'intégrer des maillots de football, de préférence vintage, au vestiaire quotidien. Son nom est issu du terme britannique « bloke » signifiant « type » ou « gars » et faisant référence à un supporter de football. Des célébrités relaient cette tendance, dont Bella Hadid, Kim Kardashian, Hailey Bieber, Winnie Harlow et Kendall Jenner. Cette tendance renvoie à la nostalgie des années 1990, à la Britpop et aux clubs mythiques. Elle s'est étendue aux entreprises de mode telles Stella McCartney, Balenciaga, Grace Wales Bonner ou encore Etro. Le groupe de rock Irlandais Fontaines D.C s'inscrit dans cette tendance en tant que sponsor du Bohemian Football Club, avec la mise en vente d'un maillot aux couleurs de leur album Romance. Une partie des bénéfices est reversée l'association Medical Aid for Palestinians.
La tendance s'inscrit plus largement dans une période de nostalgie des années 1990 et 2000 qui marque la décennie 2020.
Elle peut être critiquée avec humour dans des memes, notamment car elle s'inscrit dans la continuité d'un phénomène de gentrification : les classes aisées et les célébrités s'approprient les codes vestimentaires des supporters de football, souvent issus de classes populaires, mais ne partagent pas nécessairement leur passion pour ce sport ou leur fidélité à un club.